# Naso
Naso — рід родини Acanthuridae. Має 20 видів. Інші назви риба-одноріг, риба-носань. Відомий з еоцену.

## Опис
Загальна довжина коливається від 30 до 100 см. Його представники є найбільшими представниками своєї родини. Спостерігається статевий диморфізм: самці більші за самиць. Морда загострена. Від передньої частини голови у 8 видів цього роду простягається виріст, що нагадує ніс або ріг. У кожного виду його розмір та довжина відрізняються. Його зростання зазвичай починається, коли особина досягає 10—20 см завдовжки залежно від виду. Очі розташовані високо по обидва боки голови. Рот невеликий, розташований у нижній частині. На кожній щелепі 30—60 маленьких зубів.
Тулуб помірно стиснуте, видовжене, овальної форми, що звужується біля хвосту. Луска схожа за формою на луску-пластинки.
Грудні плавці також можуть мати кілька форм: вони можуть бути загостреними, або невеликими й округлими. Спинний плавець починається з потилиці й закінчується неподалік від хвостового плавця. Форма хвостового плавця варіюється залежно від виду та віку (округла форма, у вигляді півмісяця, з довгим променем на кінці: у видів Naso annulatus і Naso lituratus присутні лише у самців, у Naso unicornis у самиць коротші, ніж у самців). У цих риб є 2 колючки з кожного боку хвостового плавця. З віком вони розвиваються, утворюючи великі колючки, що вигинаються вперед. Деякі види мають замість колючок виріст у формі цибулинки. У низці видів колючки або вирости зовсім відсутні.
Досить барвисті рибини. Деякі види змінюють свій колір під час між- або внутрішньовидової поведінки. За межами рифу, наприклад, під час пошуку їжі у відкритій воді вони приймають сріблясті відтінки з боків, зеленуваті зверху та білі під тілом. Багато видів здатні мімікрувати. Під час розмноження, нересту, бою за самицю забарвлені у світлі кольори. Кольорові зміни можуть бути раптовими й відбуватися за лічені секунди.

## Спосіб життя
Воліють до коралових рифів на глибині до 100 м, у місцинах з температурою від 6,37 до 29,34 °C. Доволі соціальні риби. Живляться переважно водоростями і зоопланктоном. Неповнолітні споживають водорості в лагунах або на мілині в прибережних водах. Рятуючись від ворогів, здатні розвивати чималу швидкість.
Тримають цих риб в акваріумах. Також вживають в їжу, готуючи на грилі.

## Розповсюдження
Поширені в тропічних морях від Африки до Гавайських островів.

## Види
- Naso annulatus
- Naso brachycentron
- Naso brevirostris
- Naso caeruleacauda
- Naso caesius
- Naso elegans
- Naso fageni
- Naso hexacanthus
- Naso lituratus
- Naso lopezi
- Naso maculatus
- Naso mcdadei
- Naso minor
- Naso reticulatus
- Naso tergus
- Naso thynnoides
- Naso tonganus
- Naso tuberosus
- Naso unicornis
- Naso vlamingii